# Мария Ганева
Мария Георгиева Ганева е българска композиторка, аранжорка, пианистка и музикална педагожка, професор д. изк.

## Биография
Родена е в град София. Баща ѝ е Георги Ганев, а чичо ѝ – Димитър Ганев. Завършва Националното музикално училище „Любомир Пипков“ в София със специалност „пиано“ при клавирните педагози Лидия Кутева и Възкресия Вълчанова, а след това Българската държавна консерватория (днес Национална музикална академия „Проф. Панчо Владигеров“) в София със специалност „пиано“ в класа на проф. Джулия Ганева и проф. Константин Ганев и майсторски клас по камерна музика при проф. Емма Божинова. Специализира пиано при проф. Елен Боски – Франция и при проф. Дитер Цехлин – Германия.
Със Симфоничния оркестър на БНР, под диригентството на акад. Васил Казанджиев, записва първото изпълнение на „Първи концерт за пиано и оркестър“ от Лазар Николов (1978). Има активна концертна дейност като пианист и изнесени стотици концерти в страната и чужбина.
От 1976 г. е преподавателка в Националната музикална академия по пиано и композиция в катедрата „Поп и джаз изкуство“, а от 2010 до 2020 г. ръководи катедрата. 1996 г. получава научното звание „доцент“. През 2001 г. получава от ВАК научно звание „професор“ по пиано. 2015 г. ѝ е присъдена образователната и научна степен „доктор“, а през 2016 г. – „доктор на изкуствознанието“.
Преподава пиано в Гърция в периода от 1989 г. до 1991 г. Била е член на УС на „Музикаутор“ – дружество за защита на авторските права.
Мария Ганева наследява и продължава семейните музикални традиции, като насочва своя творчески потенциал почти изцяло в областта на поп, рок и джаз музиката. Написала е над 400 песни, голяма част от които са издадени в 250 грамофонни плочи, многобройни компактдискове, аудиокасети и DVD в няколко милиона екземпляра, записани от най-популярните български изпълнители, сред които Лили Иванова, Васил Найденов, Силвия Кацарова, Маргарита Хранова, Нели Рангелова, Венета Рангелова, Теди Кацарова, Богдан Томов, Невена Цонева, Тони Димитрова, Кичка Бодурова, дует „Ритон“, Кристина Димитрова, Орлин Горанов, Братя Аргирови, Румяна Коцева, Георги Христов, Веселин Маринов, Ваня Костова, Бон-Бон, Георги Станчев, рок групите „Щурците“, „Паралел 42“, „Кукери“, „Фактор“, „Славяни“.
През 2018 г. нейната песен "Добре ми е така" (изп. Кр. Димитрова) е използвана от режисьора К. Бонев в неговия филм "Далеч от брега".
Първата ѝ песенна творба, с която участва на Международния фестивал „Златният Орфей“ през 1975 г., е „Стъпки и думи от лятото“, изпълнена от ВГ „Тоника“.
Мария Ганева получава Специалната награда на Международния музикален фестивал за поп песен в Истанбул (Турция) през 1976 г. за песента „Обич“, представена от Мими Иванова, която ѝ е връчена от легендарния Ахмет Ертегюн.
На Международния фестивал „Златният Орфей“ нейни песни са награждавани: „Лято в спомен“, изп. Маргарита Хранова – втора награда (1978), „Юли“, изп. Мими Иванова – трета награда (1979), „Дори и насън“, текст: Иван Тенев, изп. Маргарита Хранова – първа награда и Голямата награда – Златната статуетка (1986).
Песента „Не е късно“, текст: Иван Тенев, изп. Кристина Димитрова и Орлин Горанов е отличена с Втора награда и Наградата на публиката на конкурса „Бургас и морето“ през (1985). През 2018 г. и е присъдена наградата „Златна монета“ за принос в развитието на българската наука и култура от Съвета на европейската научна и културна общност.
Мария Ганева е член на Съюз на българските композитори от 1981 г. Награждавана е с наградите за творчество от Съюза през 1981, 1982, 1983, 1985, 1986 и 1997 г. Била е в ръководството на Кабинета на младия композитор към СБК.
Мария Ганева е канена за член на жури и гост на престижни фестивали в България и в чужбина, между които Международния фестивал „Златният Орфей“, „Младежки конкурс за забавна песен“ в София, „Рок фестивал“ в Приморско, „Мелодия на годината“ на БНТ, „Пролетен радиоконкурс“ за поп и рок музика на БНР, Международния фестивал „Златен Орфей+“, Евровизия БГ (2011, 2012, 2013), „Лирата на Орфей“ 2015 г., Международния музикален фестивал Дрезден – Германия, Международния музикален фестивал Сопот – Полша, Международния фестивал за поп песен в Загреб – Хърватия, Международния фестивал „Братиславска лира“ – Словакия, Международния музикален фестивал на Мидем в Белград – Сърбия, Младежки фестивал в Ноорус – Естония, Световен К-поп фестивал – България, Международен семинар на композитори Хойнице – Полша и т.н.
Името на Мария Ганева присъства в „Световната енциклопедия на попмузиката“ на издателство „Супрафон“ – Чехия, в „Кой кой е“ – композитори“, енциклопедия на популярната музика „Изборът на Рупи“, „Енциклопедия на българските композитори“ и т.н.
Песни на Мария Ганева са издадени на звуконосители в България, Русия, Белгия, Чехия, Канада, Унгария, Германия, Полша, Австрия, Италия, Швейцария, Турция, Малта и др. страни. Техни записи са излъчвани в програмите на БНР, БНТ, частни електронни медии. Мария Ганева е автор на Соната за пиано и камерни пиеси за пиано, на детски песни и др. Автор е на учебни пособия. Едни от най-известните ѝ песни са „Необясними неща“ (популярна като „Мой стих“), „Бяла въздишка“, „Песента на щурците“, „Както те обичам“, „Автопортрет“, „В моя ден, в мойта нощ“, „Добре ми е така“, „Ще те повикам“, „Копнеж“, „Вяра и обич“.

## Награди
Мария Ганева е носител на награди от наши и международни конкурси, сред които:
- Истанбул, 1976 г. – специалната награда за песента „Обич“, изп. Мими Иванова.
- „Златният Орфей“, 1978 г. – втора награда за песента „Лято в спомен“, изп. Маргарита Хранова.
- „Златният Орфей“, 1979 г. – трета награда за песента „Юли“, изп. Мими Иванова.
- „Златният Орфей“, 1986 г. – първа награда за песента „Дори и насън“ в конкурса за нова българска песен, т. Иван Тенев, изп. Маргарита Хранова
- „Златният Орфей“, 1986 г. – Голямата награда „Златна статуетка“ за песента „Дори и насън“, т. Иван Тенев, изп. Маргарита Хранова. /През 1986 г. според тогавашния регламент на МФ „Златният Орфей“, допуснатите до финала нови песни се състезават за Първа награда. Получилата Първа награда песен, продължава участието си във фестивала в надпревара за Голямата награда – „Златна статуетка“, заедно с всички песни, удостоени с Първи награди от по-значимите Национални конкурси през годината/.
- „Бургас и морето“, 1985 г. – втора награда и награда на публиката за песента „Не е късно“, изп. Кристина Димитрова и Орлин Горанов.
- Награди от Съюза на българските композитори: 1981, 1982, 1983, 1985, 1986 и 1997 г.
- Награда „Златна монета“, присъдена от "Съвета на европейската научна и културна общност” през 2018 г.

## По-известни песни и семплирани композиции на Мария Ганева
- „Мой стих“ – „Необясними неща“, изп. Нели Рангелова
- „Мой стих“, изп. 100 Кила и Нели Рангелова
- „Автопортрет“, изп. Нели Рангелова
- „Бяла въздишка“, изп. Силвия Кацарова и LZ
- „Песента на щурците“, изп. Роксана Белева 1985 г.
- "Песента на щурците" кавър от 2007 г., изп. Тони Димитрова
- „Сезам“, изп. Роксана Белева 1985 г.
- "Сезам" кавър от 1987 г., изп. рок група „Сезам“
- „Както те обичам“, изп. Братя Аргирови
- „Добре ми е така“, изп. Кристина Димитрова
- „Ще те повикам“, изп. Георги Христов
- „Вяра и обич“, изп. Веселин Маринов
- „Смълчано море“, изп. Лили Иванова
- „Зад вратата“, изп. рок група „Щурците“
- „В моя ден, в мойта нощ“, изп. Маргарита Хранова
- „Дори и насън“, изп. Маргарита Хранова
- „Обещай ми светло минало“, изп. Венета Рангелова
- „Кръг“, изп. Веселин Маринов
- „Моят път“, изп. Георги Христов
- „Утрото ще реши“, изп. дует „Ритон“
- „Любовта, която ни спаси“, изп. Ваня Костова
- "Мила моя, мили мой", изп. Кристина и Михаил Белчеви
- „Вчера, днес и утре“, изп. Кристина Димитрова
- „Стъпки и думи от лятото“, изп. „Тоника“
- „Ден след ден“, изп. „Тоника“
- „Сезони“, изп. Мими Иванова
- „Сянка“, изп. ВИГ „Кукери“
- „Бяг“, изп. Васил Найденов
- „Далечно“, изп. Нели Рангелова
- „След теб любов“, изп. Кристина Димитрова и Орлин Горанов
- „Копнеж“, изп. Георги Станчев